# 山本宣治
山本 宣治（やまもと せんじ、1889年（明治22年）5月28日 - 1929年（昭和4年）3月5日）は、日本の戦前の政治家、生物学者。京都府出身。山本宣治を略して山宣（やません）と呼ぶこともある。

## 経歴

### 生い立ち
1889年、京都府京都市の新京極で、花かんざし屋のワンプライスショップ（今でいうアクセサリー店）を営む山本亀松、多年の一人息子として生まれた。両親は熱心なクリスチャンだった。宣治の名は宣教師の「宣」に因んだ。宣治は厳粛な耶蘇教主義の下に薫陶された。
1901年、神戸中学校に入学したが、身体虚弱のため中退した。両親が彼の養育のために建てた宇治川畔の別荘（後に料理旅館「花やしき浮舟園」に発展）で花づくりをして育った。
園芸家を志して1906年、大隈重信邸へ住み込み、園芸修行を行う。1907年からカナダのバンクーバーに渡る。5年間、皿洗い、コック、園丁、鮭取り漁夫、列車給仕、伐木人夫、旅館のウェーター等30余種の職業を転々として傍ら小学校、中学校に通う。1911年父が病気のため急遽帰国する。この間に『共産党宣言』『種の起源』『進化論』などを学び、人道主義者やキリスト教社会主義者と交流を深めた。
1912年、同志社普通部4年に入学する。1914年、丸上千代と結婚し、長男英治が誕生。1917年、28歳の時に第三高等学校第二部乙類を卒業し、東京帝国大学理学部動物学科に入学する。1920年、同大学を卒業した。論文は『イモリの精子発達』。理学士の称号を得た。

### 大学講師時代
大学を卒業して直ちに京都に帰り、京都帝国大学大学院に入学、染色体の研究に着手する。傍ら同志社大学講師として『人生生物学』、『性教育』を講ず。1921年、京都帝国大学医学部講師として大津臨湖実験所に通う。
1922年3月、訪日していたアメリカの産児制限運動家マーガレット・サンガーと意見を交換して熱心な産児制限研究家となる。サンガーに啓発された山本は、性教育啓蒙化の普及と産児制限の必要性を痛感し、安部磯雄や義弟の安田徳太郎と共に「産児制限運動」（山本自身は「産児調節」の語を使った）を展開していく。同年4月、サンガーの著書を『山峨女史家族制限法批判』のタイトルで小冊子に翻訳し発行。同年12月、来日していたアインシュタインを安田徳太郎と訪問し、翻訳していたゲオルグ・ニコライの『戦争の生物学』の序文の執筆を依頼している。
1923年、京都帝国大学理学部講師となる。各地に於いて性教育、産児制限の講演を行う。産児制限運動で知り合った三田村四郎・九津見房子夫妻と共に「大阪産児制限研究会」を設立。山本は彼らを通じて左翼系の社会運動との関わりを強めていった。8月5日、『性教育』刊行。
1924年1月、西尾末広などが設立した「大阪労働学校」の講師に就任。同年3月には「京都労働学校」の校長に就任する。しかし、同年5月、鳥取で産児制限の講演を行った際、その内容を警察官に激怒され、この出来事が新聞に載ってしまう。これが原因で山本は京都帝国大学を追放された。同年6月、大山郁夫らにより設立された「政治研究会」の京都支部設立に参加する。同年に既存の産児制限の理論とは違うアプローチをした「産兒調節評論」（後に「性と社会」と改題。別名Birth control、産児調節評論）を出版する。
1925年、京都学連事件のため12月家宅捜査を受ける。1926年、同志社大学を辞めさせられた。同年に『性と社会』は廃刊。

### 衆議院議員時代
同年3月、京都地方全国無産党期成同盟に参加する。同年5月、労働農民党（労農党）京滋支部に参加。同年6月、京都で小作争議が起こりこれを指導する。
同年10月、議会解散請願運動全国代表に就任する。ここから山本は全国的に有名になる。
1927年5月、普通選挙を前にした衆議院京都5区の補欠選挙に労農党から立候補要請を受ける。当初は病気を理由に固辞していたが、水谷長三郎にまだ被選挙権が無かったことや共産党の要請もあり、労農党公認で立候補した。489票で落選したが（当選は立憲政友会の垂水新太郎、4843票）、制限選挙であり、この時点で有権者であった中産階級以上と対立する政策を掲げたことを考えれば善戦といえた。
同年8月、父・亀松が死去し「花やしき浮舟園」の主人になる。
同年12月、労農党京都府連合会委員長に就任する。
翌1928年の第1回普通選挙（第16回衆議院議員総選挙）に京都2区から立候補し、1万4412票で当選した。労農党からは水谷長三郎と2人の当選して日本初の社会主義政党の代議士となったが、山本は共産党推薦（当時は非合法のため非公式）候補であり、反共主義者の水谷とは一線を画した。
同年、三・一五事件では事件を事前に察知していた谷口善太郎からの忠告を受け共産党関連の書類を全て処分していたため、事無きを得る。しかしこの頃から、山本への右翼による攻撃が始まる。　
第55・56回帝国議会では治安維持法改正に反対した。
1929年3月5日、衆議院で反対討論を行う予定だったが、与党立憲政友会の動議により強行採決され、討論できないまま可決された。その夜、神田の旅館・光栄館において右翼団体である「七生義団」の黒田保久二に刺殺された。

### 死後

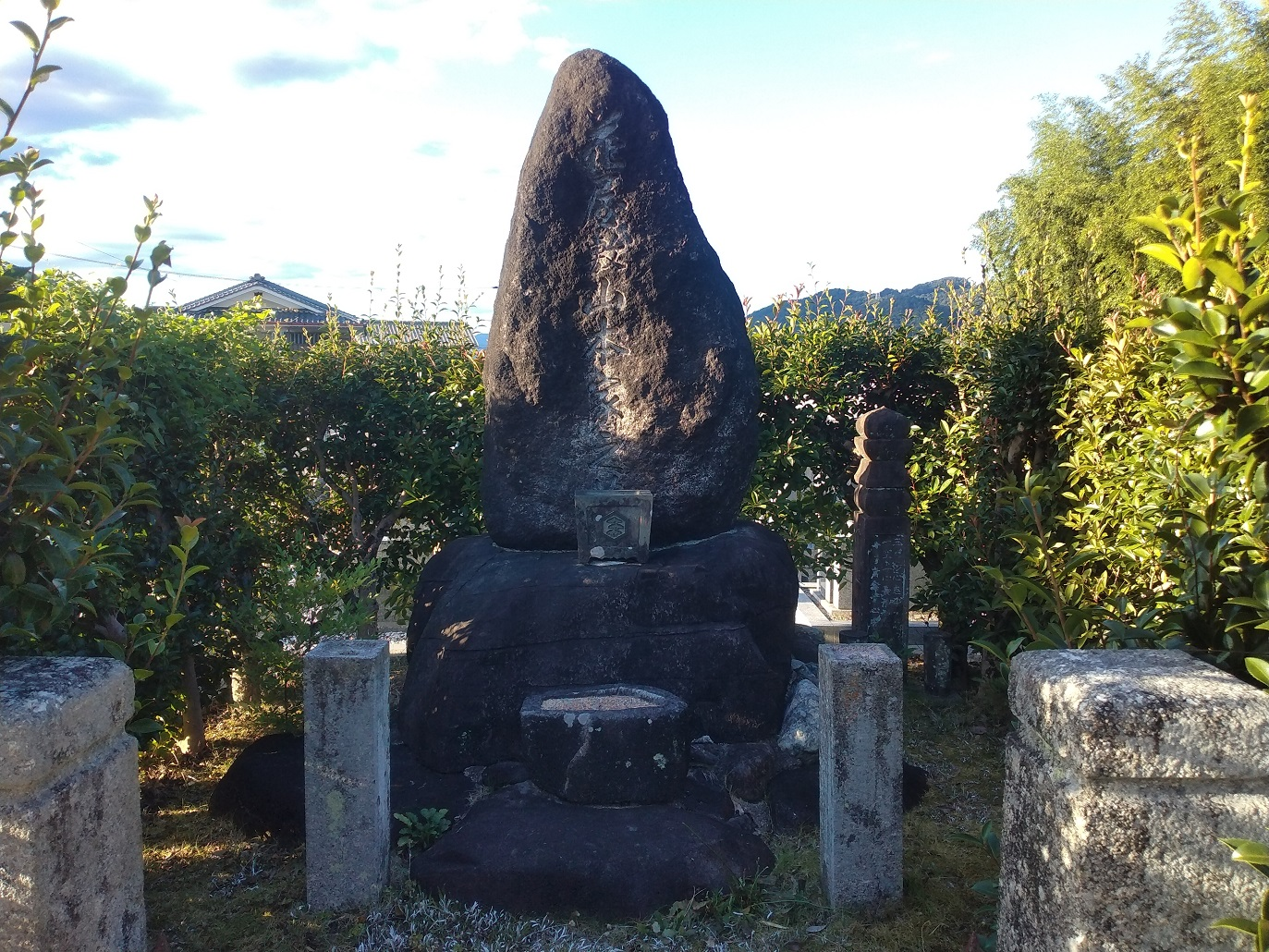
山本宣治の墓(宇治市)

死後、日本共産党員に加えられた。なお、母の多年も戦後共産党に入党している。子は男3人女2人いたが、遺族は第二次世界大戦敗戦まで警察の干渉に悩まされた。
墓碑についてはこれは墓ではなく記念碑であるとして記念碑建立の手続きをさせ、数年間許可を出そうとしなかった。碑文（#人物像参照）についても文句を付けられ、セメントで塗り潰すよう命じられた。また、長男は三高と早稲田を受験したが、「自分の信念を突進んで大衆のために死んだ」父を尊敬していると面接で述べたところ、いずれも落とされてしまった（その後関西学院に入学した）。
碑文は塗り潰されては何者かに剥がされる繰り返しだった。敗戦後の1945年12月、戦後最初の追悼墓前祭でセメントが取り外され、名実共に復旧した。
なお、墓碑の「花屋敷山本家之墓」を揮毫したのは、宮廷歌人・書家の阪正臣である。阪は思想的には山本と対照的な立場であったが、母の多年が和歌で阪に師事したいきさつによる。

## 人物像

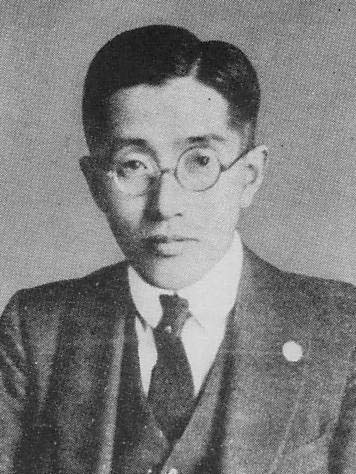
山本宣治

帝国議会での治安維持法改悪反対を訴える「 実に今や階級的立場を守るものはただ一人だ、山宣独り孤塁を守る！　だが僕は淋しくない、背後には多くの大衆が支持しているから……（「背後には多数の同志が……」とするものもある）」という全国農民組合大会での演説の一節は、あまりにも有名で彼の碑銘でもある（この言葉は大山郁夫の筆で山本宣治の墓に刻まれ、その拓本は国会内の日本共産党事務所に飾ってある）。ただし、文字どおりに治安維持法改正に反対した者が山本一人だけという意味ではない。当時の帝国議会では、反対派は少数派であるけれども、無産階級の代表として反対する、というほどの意味である。
この墓碑銘の元となった全国農民組合第二回大会での演説については「卑怯者去らば去れ・・・・・・われらは赤旗守るであります。だが私は寂しくない（以下略）」であり、「『山宣』とか『孤塁を守る』などとは絶対いわなかった。」という証言もある。（西尾治郎平・矢沢保編『増補改訂版　日本の革命歌』1985年2月20日増補改訂版発行／一声社244～245ページ、西尾治郎平の証言）西尾治郎平は当日の大会書記をしていた記憶によるとしている。
彼の生涯を描いた映画「武器なき斗い」（山本薩夫監督）がある。西口克己による彼の評伝『山宣』を映画化したもので、総評が中心となってその映画化に奔走し、勤労者などからのカンパによって映画化がなった。1960年の公開である。
当時産児制限運動の支持者の中には、優生学をその根拠に置き、人間の遺伝形質の改良を訴える者が少なくなかったなかで、「種馬、種牛の様に人を産児の器械と見做して居る」と優生学を正面から批判した数少ない科学者であった。また、大正時代に厨川白村が主張した恋愛至上主義に対し疑問を呈してもいる。
性教育啓発家としての立場から当時「手淫」などと呼ばれ卑しむべき行為とされてきたオナニーの有害性を否定した。小倉清三郎とともにオナニーの訳語を「自慰」という言葉に置き換えることを提唱し普及させた。

## 家族・親族
山本家
- 父・亀松[1] - 山本家を訪れた部落解放運動家の朝田善之助によれば「山宣の父親は若いころはいろいろあったらしいが、まじめ一方の全くおとなしい人で、玄関での対応にしても、はじめ下足番かと思われたくらいだった」という[15]。1927年8月死去[1]。
- 母・多年[1]
- 妻・千代[1]
- 長男・英治（1914年 - ?）[1]
- 次男（1916年 - ?）[1]
- 三男（1919年 - ）[1]
- 長女（1921年 - ）[1]
- 次女[1]
- 孫・勇治（医師）[16]

親戚
- 従弟の安田徳太郎（医師、性科学者）は小林多喜二の遺体を検視、ゾルゲ事件に加担し逮捕有罪になるなど左翼運動家でも著名。フロイト訳や『日本の歴史』、『性の歴史』など多くの著書をあらわした。
- キスカ島撤退作戦で伊号第七潜水艦に搭乗して戦死した潜水隊司令・玉木留次郎大佐は母・山本多年の妹の娘の夫にあたり、玉木は休暇のさいは山本の書斎で一緒にくつろぐなど、山本の左翼活動とは関係なく、親類とは良好な付き合いが続いていた[17]。